# Осинники
Оси́нники (шор. Тағдағаал) — город в Кемеровской области — Кузбассе, является административным центром Осинниковского городского округа.
Распоряжением Правительства РФ от 29 июля 2014 года № 1398-р «Об утверждении перечня моногородов» Осинниковский городской округ включён в категорию «Монопрофильные муниципальные образования Российской Федерации (моногорода), в которых имеются риски ухудшения социально-экономического положения».

## География
Город Осинники расположен на реке Кондоме, при впадении в неё реки Кандалеп. Город находится в 244 км к югу от Кемерово. Вокруг населённые пункты Новокузнецкого района — Берёзовая Грива, Заречный, Кульчаны, Фёдоровка, Красная Орловка, Красный Калтан, Ашмарино.

## История
Основан на месте шорского Осиновского улуса в 1926 году, хотя первые штольни были заложены ещё в XIX веке. Первоначально рабочий посёлок назывался Осиновка. Городской статус получил 4 декабря 1938 года. В 1961—1963 и 1987—1989 годах был центром Осинниковского района.

## Население
| 1931    | 1939    | 1959    | 1962    | 1967    | 1968    | 1970    | 1976    | 1979    | 1982    |
| ------- | ------- | ------- | ------- | ------- | ------- | ------- | ------- | ------- | ------- |
| 5900    | ↗25 800 | ↗68 107 | ↗71 000 | ↘69 000 | ↘67 900 | ↘61 970 | ↘60 000 | ↘59 805 | ↗61 000 |
| 1986    | 1987    | 1989    | 1992    | 1998    | 2000    | 2001    | 2002    | 2003    | 2005    |
| ↗63 000 | →63 000 | ↘62 687 | ↗63 400 | ↘59 400 | ↘58 200 | ↘57 700 | ↘51 057 | ↗51 100 | ↘49 600 |
| 2006    | 2008    | 2009    | 2010    | 2011    | 2012    | 2013    | 2014    | 2015    | 2016    |
| ↘48 800 | ↘47 400 | ↘46 925 | ↘46 001 | ↘45 799 | ↘44 983 | ↘44 771 | ↘44 229 | ↘43 901 | ↘43 445 |
| 2017    | 2018    | 2019    | 2020    | 2021    | 2025    |         |         |         |         |
| ↘43 008 | ↘42 454 | ↘41 887 | ↘41 673 | ↘40 367 | ↘38 740 |         |         |         |         |

На 1 января 2025 года по численности населения город находился на 385-м месте из 1124 городов Российской Федерации.

## Известные жители, уроженцы
Файзуллин, Ильшат Галимзянович — советский и российский футболист, российский тренер.

## Транспорт

### Железнодорожный
В городе имеются два раздельных пункта — железнодорожная станция «Осинники» (первоначально называлась Кандалеп — по названию реки) и платформа «Автостанция (405 км)» на тупиковой линии Новокузнецк — Таштагол. Платформа «405 км» более популярна у пассажиров, так как находится близко к центру города.

### Автомобильный
Автомобильное сообщение осуществляется в следующие населённые пункты: Калтан через Шушталеп, на Атаманово через Тайжину и на Новокузнецк через Сосновку.

### Общественный транспорт

#### Трамвай
В городе действует трамвайная система, на которой курсируют два маршрута: №3 Южная — Вокзал и №4 Южная — РМЗ. Ранее действовали маршруты №1 Вокзал — Шахта "Осинниковская" и №2 Южная — Шахта "Осинниковская". Маршрут №1 был закрыт в 1990-х годах по причине смещения центра города, маршрут №2 был закрыт в 2010 году ввиду нерентабельности. Вместе с маршрутом №2 была закрыта и ветка РМЗ — Шахта "Осинниковская" по причине проблем с грунтом в районе шахты. Впоследствии недействующую ветку разобрали. Трамвайная сеть обслуживается МУП "Электротранспорт".

#### Автобус
Городской автобус — четыре муниципальных маршрута: №1 ул. Ефимова — Горбольница, №6 ул. Ефимова — пос. Мирный, №9 ул. Ефимова — ул. Интегральная, №10у ул. Ефимова — пос. Высокий. Маршрутное такси: №1а ул. Ефимова — 405 км — Горбольница, обслуживается частным перевозчиком. Муниципальные маршруты обслуживаются Осинниковской автоколонной Прокопьевского ГПАТП.
Межмуниципальные автобусные маршруты: №120 Осинники — Новокузнецк, №104 Осинники — пос. Высокий — Новокузнецк, №122 пос. Малиновка — Осинники — Новокузнецк, №105 Осинники — пос. Малиновка, №109 Осинники — пос. Зелёный Луг, №112 Осинники — пос. Малышев Лог, а также частный маршрут №103а Калтан — Осинники — Новокузнецк.
Недалеко от въезда в город через Кондому расположена автостанция. Выполняются рейсы до Кемерово (№639 Осинники — Новокузнецк — Кемерово), Новокузнецка и окрестных населенных пунктов.

## Экономика
Осинники — один из важнейших центров угледобычи Кузбасса. Осинниковский рудник работал с 1914 по 2001. Имеется несколько угольных предприятий (Шахта Осинниковская), а также предприятия строительной, лёгкой и пищевой промышленности, машиностроительной (Осинниковский РМЗ).
Осинниковская фабрика по ремонту и пошиву верхней одежды фирма ООО «Люкс», ООО «Вишнёвый город» (г. Осинники). Лесосклады, при УМТС Южкузбассугля, Запсибгеология. Работал Осинниковский кирпичный завод, зарегистрировано несколько сотен предпринимателей.

## Образование
Семь школ (№3, №16, №21, №31, №33, №35, №36), детские сады, «Осинниковский политехнический техникум», «Осинниковский горнотехнический колледж», работает детский дом творчества, детская музыкальная школа № 20, детская школа искусств № 33, детская школа искусств № 57, детская художественная школа №18, Детско-юношеская спортивная школа бокса имени В. Х. Тараша.

## Средства массовой информации
- Телерадиокомпания «Осинники» работает с 1990 года. С сентября 2019 года она включает в себя 2 СМИ- телеканал «Осинники ТВ» и газету «Время и жизнь»
- Газета «Время и жизнь», первый номер вышел в конце марта 1933 года. С сентября 2019 года входит в состав автономного учреждения «Телерадиокомпания «Осинники»
- Газета «Новый вектор», издается с сентября 2003 года

## Религия
- Местная религиозная организация Православный Приход Храма Святой Троицы г. Осинники Кемеровской области
- Православный Храм пророка Илии
- Местная религиозная организация мусульман в городе Осинники Кемеровской области

## Некоммерческие организации
- Осинниковская городская организация профсоюза работников народного образования и науки РФ
- Городское отделение «Российский Союз ветеранов Афганистана»
- Общественная организация «Общество «Шория-Тагтагал»
- Общественная организация «Центр немецкой культуры «Содружество»
- Общественная организация «Центр татарской культуры «Дуслык»
- Городской Совет старейшин
- Осинниковское отделение общероссийской общественной организации Союз «Чернобыль»
- Городской совет ветеранов
- Всеосинниковский отряд им. А.П. Верченко